# Amt Kirchspiel Garding
Das Amt Kirchspiel Garding war ein Amt im Kreis Eiderstedt in Schleswig-Holstein. Es umfasste die Gemeinden Grothusenkoog, Kirchspiel Garding, Vollerwiek und Welt.
1889 wurde im Kreis Eiderstedt der Amtsbezirk Garding gebildet. Zu ihm gehörten neben den vier obengenannten Gemeinden auch die Gemeinde Katharinenheerd. 1948 wurde der Amtsbezirk aufgelöst und die Gemeinden bildeten ohne Katharinenheerd das Amt Kirchspiel Garding. Katharinenheerd bildet zusammen mit der Gemeinde Tetenbüll das Amt Tetenbüll.
1958 bildete das Amt mit dem Amt Osterhever zunächst eine Verwaltungsgemeinschaft. 1962 wurden die beiden Ämter aufgelöst und die Gemeinden bildeten das Amt Kirchspiel Garding/Osterhever.